# Put Em in Their Place
Put Em in Their Place (in italiano: "Mettili al loro posto") è un singolo del gruppo hip hop statunitense Mobb Deep, pubblicato il 14 marzo 2006 come secondo estratto dall'album Blood Money, che sarebbe stato pubblicato circa due mesi dopo. È stato prodotto da Havoc, Ky Miller e Sha Money XL.

## Informazioni
Il testo della canzone è stato scritto dagli stessi Havoc e Prodigy.
"Put Em in Their Place" è riuscita a classificarsi solo all'interno della Billboard Hot R&B/Hip-Hop Songs, raggiungendo la posizione n.59.
È presente inoltre nell'episodio "Dirt Nap" della serie televisiva statunitense "Prison Break".
È disponibile un remix con Bun B, contenuto nel mixtape More Money, More Murda.

## Videoclip
Nel Videoclip, i Mobb Deep vestono i panni di due ricettatori di denaro sporco (sul quale è inciso il logo della G-Unit), che imbrogliano diversi concorrenti e fuggono poi via dalle forze dell'ordine. Per la realizzazione del video si è fatto molto ricorso alle tecniche di grafica computerizzata.

## Tracce
1. "Put Em In Their Place" [clean version]
2. "Put Em In Their Place" [dirty version]
3. "Put Em In Their Place" [instrumental]
4. "Put Em In Their Place" [a cappella]

## Posizioni in classifica
| Chart (2006)                          | Posizione massima |
| ------------------------------------- | ----------------- |
| Billboard Hot R&B/Hip-Hop Songs (USA) | 59                |